# سیارک ۷۴۱۵
سیارک ۷۴۱۵ (به انگلیسی: 7415 Susumuimoto، نامگذاری:1990VL8) هفت هزار و چهارصد و پانزدهمین سیارک کشف شده‌است که در ۱۴ نوامبر ۱۹۹۰ کشف شد.
قدر مطلق سیارک برابر ۱۲٫۹۰ است.